# Gaius Claudius Nero
Gaius Claudius Nero war ein römischer Senator und Militär im 3. Jahrhundert v. Chr.
Im Jahr 214 v. Chr. trat er zum ersten Mal in Erscheinung, als er im Zweiten Punischen Krieg zusammen mit Marcus Claudius Marcellus in Sizilien gegen die Karthager kämpfte. Als Prätor im Jahr 212 v. Chr. eroberte er Capua zurück und kämpfte bei Venusia erfolgreich gegen Hannibals Truppen.
Nach dem Tod Publius Cornelius Scipios und seines Bruders Gnaeus Cornelius Scipio Calvus erhielt er vom Senat den Oberbefehl in Spanien. Er konnte sich dort allerdings nicht gegen Hasdrubal durchsetzen und wurde bald darauf vom Senat abberufen.
Im Jahr 207 v. Chr. wurde Claudius zusammen mit seinem Gegner Marcus Livius Salinator Konsul und besiegte Hannibal bei Grumentum. Es gelang ihm, einen karthagischen Boten abzufangen, von dem er vom Anrücken Hasdrubals nach Italien erfuhr. Sofort zog er ihm mit 6000 Mann und 1000 Reitern entgegen und besiegte ihn zusammen mit seinem Amtskollegen Livius Salinator in der Schlacht am Metaurus, in der Hasdrubal getötet wurde. Den Kopf des besiegten Gegners schickte er dessen Bruder Hannibal. Der Senat gewährte ihm für diese Leistung eine Ovatio.
Im Jahr 204 v. Chr. wurde Claudius – erneut zusammen mit Livius Salinator – zum Zensor gewählt. Ein weiteres Mal trat er im Jahr 201 v. Chr. auf, als er eine Reise nach Ägypten unternahm, um von dort aus gegen Makedonien tätig zu werden.